# Гай Тиций
Гай Ти́ций (лат. Gaius Titius; II—I века до н. э.) — римский поэт, драматург и оратор. Упоминается в источниках как защитник Фанниева закона против роскоши. Фрагменты одной из его речей сохранились в составе «Сатурналий» Макробия. Время жизни Гая Тиция стало предметом дискуссий в историографии.

## Биография
Гай Тиций принадлежал к всадническому сословию и был известным оратором и поэтом. Сохранившиеся источники содержат несколько противоречивую информацию о времени его жизни. Марк Туллий Цицерон в трактате «Брут, или О знаменитых ораторах» упоминает Тиция в числе современников Луция Лициния Красса и Марка Антония (140—91 и 143—87 годы до н. э. соответственно); это поколение младших современников Гая Семпрония Гракха, видевшее Югуртинскую войну и начало эпохи гражданских войн. В то же время Макробий относит Тиция к «поколению Луцилия», родившегося около 180 года до н. э., и сообщает, что этот поэт поддерживал Фанниев закон против роскоши, принятый в 161 году до н. э. Наконец, грамматик II века н. э. Марк Корнелий Фронтон в письме императору Марку Аврелию упоминает поэта Тиция как современника Марка Порция Катона Цензора (234—149 годы до н. э.) и Квинта Энния (239—169 годы до н. э.).
Исследователи предлагают разные решения проблемы, связанной с этими хронологическими неувязками. Существует мнение, что Цицерон допустил неточность, когда отнёс Тиция к современникам Красса и Антония: чуть ниже Марк Туллий пишет, что Тиций повлиял на творчество Луция Афрания, расцвет которого приходится на эпоху Гракхов. Тиций мог жить примерно со 190 по 120 годы до н. э., и в этом случае он успел застать и Катона с Эннием, и Гая Гракха. По другой гипотезе, Гай защищал Фанниев закон не тогда, когда его принимали, а спустя несколько десятилетий, когда потребовалось этот закон подтвердить. Наконец, некоторые учёные полагают, что в разное время существовали разные поэты по имени Гай Тиций (может быть, даже трое).
Макробий цитирует речь, произнесённую Тицием в защиту Фанниева закона. Оратор в этом фрагменте «описывает расточительных людей, приходящих хмельными на форум для обсуждения дел». В другом месте Макробий пишет, что Тиций, поддерживая закон против роскоши, «укоряет своё поколение, потому что к столам подносят троянскую свинью, которую, словно беременную начинённой другой живностью, они называют так потому, что известный троянский конь был наполнен вооружёнными людьми».
Известно, что Тиций писал трагедии, одна из которых упоминается в ателлане Новия. По словам Цицерона, эти пьесы были полны остроумия, из-за чего «выигрывали в изяществе, но теряли в трагизме». Как оратор Тиций достиг, согласно тому же Цицерону, «всего, чего только может достичь латинский оратор без знания греческой словесности и без большой практики». Его речи отличались тонким остроумием, обилием живых сравнений и светской изысканностью, так что казались «написанными почти аттическим пером».